# Индийский силлогизм
Индийский силлогизм — силлогизм, состоящий из пяти членов, в отличие от силлогизма, рассматриваемого в аристотелевской логике и содержащего три члена.
Например:
|       | на холме есть огонь (тезис)                                                        |
|       | ибо на холме есть дым (основание)                                                  |
|       | где дым, там есть огонь, как напр., на кухне: но в пруду, напр., нет огня (пример) |
|       | на этом холме есть дым (применение)                                                |
| След. | на этом холме есть огонь                                                           |

В индийском силлогизме третий член (пример) соответствует бо́льшей
посылке (аристотелевского силлогизма), второй член (основание) и четвёртый (применение) соответствуют меньшей посылке аристотелевского силлогизма, а первый член (тезис) и пятый (заключение) соответствуют заключению (аристотелевского силлогизма). Но основных терминов в индийском силлогизме, как и в аристотелевском силлогизме три: 1) субъект (в данном случае — холм), который содержится в тезисе и заключении; 2) причинный признак (присутствие дыма) и доказываемое свойство (наличие огня).
Правда, третий член (пример) индийского силлогизма полностью не адекватен бо́льшему термину аристотелевского силлогизма. Аристотель не употреблял единичные термины в силлогизме, и в бо́льшей посылке он обычно ставил общее суждение, а индийские логики не включали в силлогизм общие суждения, поэтому третий член их силлогизма — единичное суждение.
Поскольку основание в индийском силлогизме доказывает то, что должно быть доказано, посредством указания на сходство с примером или на отличие от него, постольку многие исследователи индийской логики отождествляют индийский силлогизм с умозаключением по аналогии.
Пятичленный силлогизм введён в индийскую логику, по мнению Ф. Щербатского, буддийским логиком Гаутамой.
Оригинальность учения индийских логиков о пятичленном силлогизме, по мнению А. О. Маковельского состоит в следующем: «В теории пятичленного силлогизма заслуживает внимание требование подкреплять общее положение понятными конкретными примерами. В этой теории заключается верная мысль о том, что дедукция непрерывно связана с индукцией и всякое общее положение основывается на отдельных фактах, которые мы наблюдаем».
Но в индийских логических учениях встречается не только пятичленный силлогизм, который был характерен для школы ньяя. Так, в ранней буддийской логике (IV—V вв. до н. э. — II в. н. э.) силлогизм включал семь и даже десять членов. Но уже в конце II — начала III в. н. э. Появляются рекомендации сократить число членов силлогизма до пяти и даже до трёх членов (логик Нагарджуна). Краткую характеристику эволюции своеобразной силлогистической логики в Индии приводит В. В. Донченко.